# Mathieu Deplagne
Mathieu Deplagne (Pau, 1 de outubro de 1991) é um futebolista profissional francês que atua como defensor.

## Carreira
Mathieu Deplagne começou a carreira no Montpellier.